# 1385
1385 (MCCCLXXXV) a fost un an obișnuit al calendarului iulian, care a început într-o zi de marți.

## Evenimente
- Atestare documentară a orașelor Zimnicea și Roșiorii de Vede (jud. Teleorman).
- Războaiele Otomane în Europa. Bătălia de la Savra (Albania). Trupele sârbe și muntenegrene din Principatul de Zeta, sub conducerea lui Balša al II-lea și a lui Ivaniš Mrnjavčević, sunt înfrânte de către turci.

## Nașteri
- 5 iunie: Edmund de Langley, primul Duce de York (d. 1402)

## Decese
- 28 iunie: Andronic al IV-lea Paleologul, 37 ani, împărat al Bizanțului (n. 1348)
- 7 august: Joan de Kent, 56 ani, prințesă de Wales (n. 1328)